# Третяк Платон Романович
Платон Романович Третяк (нар. 1 грудня 1947, місто Львів)  — український лісівник, віцепрезидент Лісівничої академії наук України, завідувач відділу регіонального біоценотичного моніторингу Державного природознавчого музею НАН України, доктор біологічних наук, професор.

## Біографія
Народився 1 грудня 1947 року в місті Львові. У 1969 році закінчив Львівський лісотехнічний інститут (тепер Національний лісотехнічний університет України, м. Львів), здобувши кваліфікацію «Інженер лісового господарства».
Кандидат географічних наук з 1981 р. за спеціальністю 11.00.01 — фізична географія, геофізика і геохімія ландшафтів. Дисертація на тему «Лавинні осередки в лісистих середньогірних ландшафтах та шляхи їх локалізації (на прикладі Українських Карпат)» була захищена в Ленінградському державному педагогічному інституті імені О. І. Герцена.
Доктор біологічних наук з 1992 р. за спеціальністю 03.00.16 — екологія. Дисертація на тему «Гетерогенність рослинності лісистих гірських ландшафтів (екологічна зумовленість, дослідження, моніторинг)» була захищена в Московській сільськогосподарській академії імені К. А. Тімірязєва. Вчене звання професора присвоєно у 2005 р. по кафедрі лісівництва Українського державного лісотехнічного університету (тепер — Національний лісотехнічний університет України, м. Львів).
Трудову діяльність розпочав помічником лісничого у Шацькому навчально-досвідному лісгоспзазі (1970 р.). Пізніше працював старшим лаборантом кафедри таксації Львівського лісотехнічного інституту (1970–1972 рр.); лаборантом, інженером-екологом відділу охорони природних екосистем у Державному природознавчому музеї АН УРСР (1972-1974 рр.); інженером-екологом, старшим інженером, молодшим науковим співробітником відділу охорони природних екосистем Львівського відділення Інституту ботаніки імені М. Г. Холодного (1974-1985 рр.); завідувачем відділу дендрології ботанічного саду, провідним науковим співробітником, професором кафедри охорони природи та раціонально природокористування Львівського університету імені І. Франка (1985—1998 рр.), заступником директора ботанічного саду, професором кафедри лісівництва Українського державного лісотехнічного університету (1998–2002 рр.), завідувачем відділу регіонального біоценотичного моніторингу Державного природознавчого музею НАН України (з 2003 р. і до цього часу).

## Наукова та педагогічна діяльність
Забезпечував навчальний процес кафедри лісівництва Національного лісотехнічного університету України з дисципліни «Історія лісівництва» та «Історія лісової науки і техніки», а також навчальний процес в Інституті підприємництва та перспективних технологій при НУ «Львівська Політехніка» з дисципліни «Інформаційні технології комп'ютерного екологічного моніторингу» за напрямом «Комп'ютерні науки».
Науковий стаж роботи становить 30, педагогічний — 10 років.
Основні напрямки наукових досліджень: ландшафтна екологія, структурні та палеоекологічні особливості рослинного покриву, біорізноманіття, інформаційні технології екологічного моніторингу.
Професор Третяк П. Р. є упорядником, редактором і співавтором монографії «Історія осмолодської пущі», двох випусків збірника «Вісник УкрДЛТУ», п'ятьох випусків збірника наукових праць Лісівничої академії наук України, чотирьох випусків «Екологічного збірника Праць Наукового товариства ім. Шевченка». Автор понад 120 наукових робіт, співавтор 6 монографій. Серед них:
- Третяк П. Р. Криницький Г. Т. Охорона біорізноманіття: теоретичні та прикладні аспекти // Наук. вісник УкрДЛТУ: Дослідження, охорона та збагачення біорізноманіття. — Львів: УкрД-ЛТУ, 1999. — Вип. 9.9. — С. 15-25.
- Третяк П. Р. Природна гетерогенність лісового покриву карпатської частини басейну Дністра// Праці Наукового товариства ім. Шевченка. Екологічний збірник: Екологічні проблеми Карпатського регіону. — Львів: НТШ, 2003. — Т. 12. — С. 214—233.
- Tretiak P., Bojczuk I. Antropogeniczne i naturalne przemiany lasow w Goganach // Roczniki Bieszczadzkie. — 1997. — T. 6. — S. 177—183.

Під керівництвом професора Третяка П. Р. були захищені одна докторська та шість кандидатських дисертацій (2001–2009 рр.).
Професор Третяк П. Р. є дійсним членом Наукового товариства ім. Шевченка, членом-кореспондентом Української екологічної академії наук. Член спеціалізованої вченої ради Національного лісотехнічного університету України за спеціальністю 06.03.03 — «лісівництво і лісознавство» та 06.03.01 — «лісові культури та фітомеліорація».